# Gobierno político y militar de Chiquitos
El gobierno político y militar de Chiquitos fue un área administrativa sujeta a un gobernador militar del Imperio español dentro del virreinato del Río de la Plata, en el este de la actual Bolivia.

## Antecedentes
Desde la llegada de los primeros españoles el territorio de los Llanos de Chiquitos quedó incluido dentro del Virreinato del Perú. 
En 1563 por real cédula del 29 de agosto la Real Audiencia de Charcas —fundada en 1561— incluyó los territorios de Chiquitos.
En 1609 fue erigida la diócesis de Santa Cruz de la Sierra con jurisdicción sobre Chiquitos.
Los jesuitas de la provincia jesuítica del Paraguay comenzaron a misionar en 1690 entre los "chiquitos" y zamucos, así como también entre los chiriguanos del río Parapetí. Fueron fundadas las reducciones de San José de Chiquitos, Concepción, San Ignacio de Zamucos, San Miguel, San Ramón, San Javier y Santiago de Otuquis en las cuales hacia 1737 vivían doce mil indígenas. Entre 1767-1768 se produjo la expulsión de los jesuitas del Imperio español.

## Gobierno de Chiquitos
Un decreto del rey de España del 25 de julio de 1771 declaró:

Y que los Gobernadores de Mojos y Chiquitos estén a las órdenes del de Santa Cruz de la Sierra hasta tanto que este Consejo examine la materia y me propóngalo que gradúe más conveniente.

Una real cédula del 15 de septiembre de 1772 dispuso que las misiones de Chiquitos quedasen a cargo de un corregidor.
A partir de 1776 el territorio quedó incluido dentro del nuevo virreinato del Río de la Plata. 
El 5 de agosto de 1777 se constituyeron las gobernaciones subordinadas de Moxos y de Chiquitos, cuyos gobernadores estaban:

... sujetos al Presidente y Audiencia de Charcas, para el orden gradual de los recursos y demás asuntos que por su gravedad e importancia piden su conocimiento, y al gobernador de esa Provincia de Santa Cruz de la Sierra en lo militar por ahora.

En lo eclesiástico Chiquitos seguía formando parte del obispado de Santa Cruz de la Sierra. Fue nombrado Juan Bartolomé Verdugo como gobernador de Chiquitos, sustituyendo al corregidor.
La intendencia de Santa Cruz de la Sierra fue creada por la Real Ordenanza de Intendentes de Ejército y Provincia del 28 de enero de 1782, que dividió el Virreinato del Río de la Plata en ocho intendencias, entre ellas la de Santa Cruz de la Sierra que fue formada en relación con la gobernación de Santa Cruz de la Sierra: otra en la Ciudad de Santa Cruz de la Sierra, que será comprensiva del territorio de su Obispado. Por su artículo 7 fueron suprimidos los gobiernos subordinados de Moxos y de Chiquitos, incorporando sus territorios a la intendencia, de la cual ya dependían. 
El 5 de agosto de 1783 el rey hizo en San Ildefonso diecisiete modificaciones a la real ordenanza de 1782, entre ellas una que restablecía los gobiernos de Moxos y Chiquitos:

II. – La excepción contenida en el artículo 7º de la enunciada Ordenanza de Intendentes con objeto a que subsistan el Gobierno de Montevideo y el de los treinta pueblos de Indios Guaraníes, ha de ser y entenderse comprensiva igualmente de los otros dos gobiernos de Mojos y Chiquitos respecto de serles común la circunstancia que en aquellos motivó la dicha excepción, y consiguientemente deberán también subsistir.

Otra de las modificaciones separó de la intendencia de Chuquisaca a la ciudad de Cochabamba y la unió con la intendencia de Santa Cruz de la Sierra creando la intendencia de Cochabamba.
El 26 de septiembre de 1801 el virrey rechazó el pedido del gobernador de Moxos Miguel Zamora para independizarse de la dependencia militar del intendente de Cochabamba, ratificando lo mismo para Chiquitos.

## Guerra de la independencia
En 1810 Juan Manuel Lemoine fue nombrado gobernador de Chiquitos por la Primera Junta de Buenos Aires, pero luego de la batalla de Huaqui volvió al control de los realistas en 1811 apoyados por fuerzas portuguesas.
El 25 de mayo de 1814 Ignacio Warnes venció junto con Juan Antonio Álvarez de Arenales (quien estaba al mando) en la batalla de Florida sobre el realista Manuel Joaquín Blanco (quien murió en la batalla) y luego retornó a Santa Cruz para recuperar la ciudad pero Juan Francisco Udaeta, quien estaba al mando, huyó y se refugió en Chiquitos junto a su gobernador Juan Bautista Altolaguirre. El 28 de agosto de 1815 partió junto a 1600 soldados rumbo a Chiquitos, pero el 6 de septiembre recibió desde Buenos Aires la orden de regresar a la ciudad, sin embargo él la desobedeció continuando la marcha e incorporando indígenas al ejército. El 7 de octubre, con 2000 hombres del Escuadrón Cazadores, un batallón de infantería y el batallón Pardos Libres, venció a los coroneles Juan Altolaguirre (murió en la batalla) y Udaeta, que fugó al Brasil, en la batalla de Santa Bárbara (a cuatro leguas de San Rafael, capital de Chiquitos). 
El realista Francisco Javier Aguilera enfrentó a Warnes en la batalla de El Pari el 21 de noviembre de 1816, a consecuencia de la cual murió Warnes y Aguilera se apoderó de Santa Cruz y de Chiquitos.

## Invasión brasileña
En marzo de 1825, tras la liberación de Santa Cruz de la Sierra por José Manuel Mercado, el gobernador realista coronel Sebastián Ramos se pronunció a favor de la revolución enviando felicitaciones a Antonio José de Sucre en una carta de adhesión a la causa de la independencia. Sin embargo, poco después envió al Mato Grosso al sacerdote José María Velasco a solicitar el apoyo brasileño proponiendo la anexión de la provincia de Chiquitos al Imperio de Brasil. En su intento de anexar Chiquitos a Mato Grosso, Ramos llevó consigo hasta 300 indígenas cuando atravesó la frontera binacional. Un Tratado de Capitulación fue firmado en Vila Bela da Santíssima Trindade el 28 de marzo, la que fue aceptada por la Junta Gubernativa del Mato Grosso el 13 de abril, declarando a Ramos gobernador y jurándose fidelidad al emperador de Brasil el 24 de abril.

1° La provincia de Chiquitos se entregara bajo la protección de S. M. I. hasta que evaquada la América Española, ô reino del Perú del poder revolucionario comandado por los sediciosos Simón Bolívar y Antonio José de Sucre sea reconquistada por las armas de S. M. C., y reclamada por dito Soberano, ó por algún general a su real nombre.

2° Serán conserVados sus estatutos políticos, y eclesiásticos, y leijes fundamentales de ella como las exenciones que gozan por privilegios los empleados y naturales.

El 15 de abril se envió una comunicación al emperador participándole la anexión. El 25 de abril 400 soldados brasileños fueron enviados a Santa Ana al mando del comandante mayor Manuel José de Araujo e Silva, quien al día siguiente envió desde ese pueblo a Sucre una comunicación anunciando la anexión, quien la recibió el 11 de mayo. Sucre envió un ultimátum ese día, amenazando con enviar un ejército a expulsarlos.

La nota que V. S. se sirve dirigirme el 26 de abril, acaba de llegar á mis manos. El comandante Ramos gobernador de Chiquitos, no solo carecía de facultades para ninguna negociación con V. S., sino que no tenía ninguna credencial para entrar en relaciones con un gobierno extranjero. La entrega que ha hecho de la Provincia de Chiquitos á V. S., es una traición y una perfidia; y V. S. ha cometido una agresión injusta en ocuparla. La provincia de Chiquitos perteneciente á estos territorios, y puesto ya bajo las armas libertadoras, no puede recibir otras autoridades que las que se le destinen por su legitimo gobierno.

(...) Prevengo pues al Sr. comandante jeneral a Santa Cruz que si V. S. no desocupa en el acto la Provincia de Chiquitos, marche contra V. S. y no se contente con libertar nuestras fronteras, sino que penetre al territorio que se nos declara enemigo, llevando la desolación, la muerte y el espanto para vengar nuestra patria y corresponder a la insolente nota y á la atroz guerra con que V. S. lo ha amenazado.
Carta de Sucre a Araujo e Silva

El 30 de mayo, antes de tomar conocimiento el emperador por carta de Simón Bolívar, la provincia fue evacuada por los brasileños que saquearon las iglesias de Santa Ana y de San Rafael y anularon la anexión. El 13 de agosto el emperador Pedro I de Brasil repudió la anexión, mandando un nuevo gobernador para el Mato Grosso y ordenando no inmiscuirse en la guerra del Alto Perú. Por estar invadida, Chiquitos no participó de la asamblea convocada por Sucre que declaró la independencia de Bolivia.
Tras la creación de Bolivia luego de la Declaración de Independencia el 6 de agosto de 1825, Chiquitos permaneció como provincia dentro del departamento de Santa Cruz.

## Pueblos
El 4 de mayo de 1819 el gobierno de Chiquitos comprendía los siguientes pueblos, todos los cuales fueron reducciones jesuitas hasta 1768:
- San Javier o San Francisco Xavier
- Concepción
- San Miguel
- San Ignacio de Loyola (hoy San Ignacio de Velasco)
- Santa Ana
- San Rafael
- San José de Chiquitos
- San Juan Bautista
- Santiago
- Santo Corazón